# Aleurotrachelus selangorensis
Aleurotrachelus selangorensis là một loài côn trùng cánh nửa trong họ Aleyrodidae, phân họ Aleyrodinae.
Aleurotrachelus selangorensis được Corbett miêu tả khoa học đầu tiên năm 1935.